# Galium dieckii
Galium dieckii är en måreväxtart som beskrevs av Joseph Friedrich Nicolaus Bornmüller. Galium dieckii ingår i släktet måror, och familjen måreväxter. Inga underarter finns listade i Catalogue of Life.